# Semei
Semei (kasachisch und russisch Семей; bis 2007 Semipalatinsk Семипалатинск) ist eine Großstadt im Osten von Kasachstan mit rund 313.648 Einwohnern (Stand: 1. Januar 2025). Sie ist der Verwaltungssitz des Gebietes Abai und liegt unweit der Grenze zu Russland an den Ufern des Irtysch. Die Semipalatner Festung wurde im Jahr 1718 auf Befehl von Peter dem Großen gegründet.

## Name
Im Juni 2007 wurde Semipalatinsk auf Verordnung des kasachischen Präsidenten Nursultan Nasarbajew in Semei umbenannt.

## Geografie

### Geografische Lage

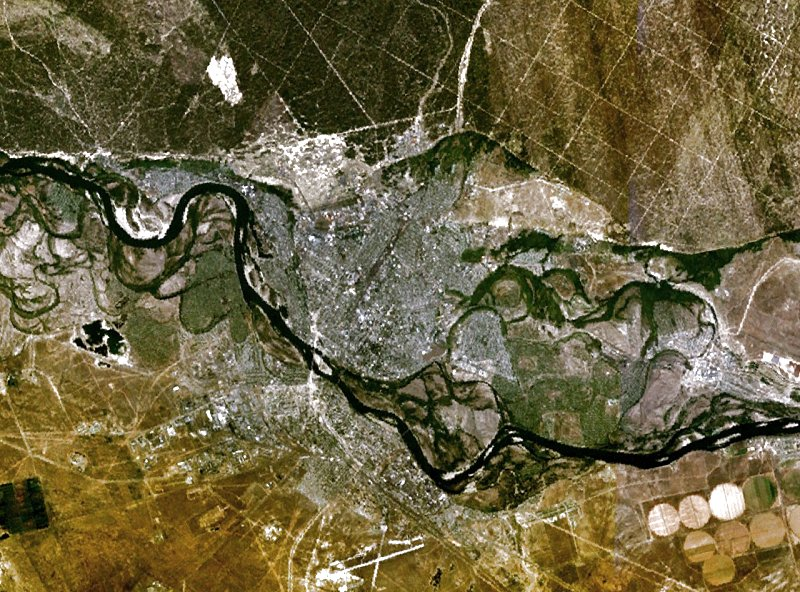
Satellitenaufnahme von Semei

Semei liegt im Gebiet Abai etwa 530 km vom Dreiländereck mit Russland–China–Kasachstan entfernt. Sie ist nach dem Verwaltungszentrum Öskemen (Ust-Kamenogorsk) zweitgrößte Stadt und eine der beiden Großstädte in Ostkasachstan. Die Stadt wird von Süden nach Nord vom Irtysch durchflossen. Die Fläche des Stadtgebietes beträgt 210 km². Das entspricht etwa einem Viertel der Fläche Berlins.
Semei befindet sich in 240 km Entfernung von Öskemen. In 40 km Entfernung nach Westen in den Bergen bei 50° nördlicher Breite und 80° östlicher Länge befindet sich der geographische Mittelpunkt von Eurasien.
Semei ist ein wichtiger Verkehrsknotenpunkt Ostkasachstans. Die Turkestan-Sibirische Eisenbahn führt von Russland in den Süden Kasachstans. Mehrere wichtige Fernstraßen verbinden Semei mit anderen großen Städten.

### Klima
Das Klima der Region um Semei ist feuchtkontinentales Klima. Typisch sind jahreszeitlich bedingte große Temperaturschwankungen mit heißen Sommern und kalten Wintern. Das ganze Jahr über herrschen humide Bedingungen. Die Niederschläge sind, verglichen mit anderen Regionen, gering mit einem deutlichen Maximum im Sommer.
Die jährliche Durchschnittstemperatur liegt bei 3,5 °C. Im Jahresverlauf gibt es sehr große Unterschiede: im Winter kann sie bis zu −45 °C und im Sommer 45 °C erreichen. Die mittlere jährliche Windgeschwindigkeit beträgt 2,4 m/s, die mittlere jährliche Luftfeuchtigkeit liegt bei 66 Prozent.
|                       | Jan   | Feb   | Mär   | Apr  | Mai  | Jun  | Jul  | Aug  | Sep  | Okt  | Nov  | Dez   |   |      |
| Mittl. Tagesmax. (°C) | −10,1 | −9,6  | −1,3  | 12,2 | 21,4 | 27,0 | 28,8 | 25,9 | 20,0 | 10,0 | −0,1 | −7,6  | ⌀ | 9,8  |
| Mittl. Tagesmin. (°C) | −19,8 | −20,4 | −12,3 | −0,8 | 6,4  | 12,3 | 14,7 | 11,3 | 4,9  | −1,6 | −9,0 | −16,8 | ⌀ | −2,5 |
|                       |       |       |       |      |      |      |      |      |      |      |      |       |   |      |
| Niederschlag (mm)     | 16    | 16    | 17    | 18   | 27   | 28   | 37   | 28   | 19   | 27   | 26   | 20    | Σ | 279  |
|                       |       |       |       |      |      |      |      |      |      |      |      |       |   |      |
| Sonnenstunden (h/d)   | 3,5   | 4,9   | 6,4   | 8,1  | 9,8  | 11,2 | 11,0 | 9,9  | 8,1  | 4,6  | 3,7  | 3,0   | ⌀ | 7    |
|                       |       |       |       |      |      |      |      |      |      |      |      |       |   |      |
| Regentage (d)         | 5     | 5     | 4     | 4    | 6    | 5    | 6    | 5    | 4    | 6    | 7    | 6     | Σ | 63   |
|                       |       |       |       |      |      |      |      |      |      |      |      |       |   |      |
| Luftfeuchtigkeit (%)  | 78    | 77    | 78    | 61   | 50   | 51   | 54   | 57   | 58   | 68   | 77   | 77    | ⌀ | 65,5 |

| −19,8 |

| −20,4 |

| −12,3 |

| −0,8 |

| 6,4 |

| 12,3 |

| 14,7 |

| 11,3 |

| 4,9 |

| −1,6 |

| −9,0 |

| −16,8 |

| −19,8 |

| −20,4 |

| −12,3 |

| −0,8 |

| 6,4 |

| 12,3 |

| 14,7 |

| 11,3 |

| 4,9 |

| −1,6 |

| −9,0 |

| −16,8 |

## Geschichte

### Gründung und Entwicklung
Die Semipalatner Festung (Семипалатная крепость / Semipalatnaja krepost) wurde im Jahr 1718 vom Heerführer Wassili Tscheredow auf Befehl des russischen Zaren Peter der Große gegründet. Ziel war der Schutz der östlichen Landesteile. Die Festung war bereits 1718 mit voller Ausrüstung ausgestattet und wurde von den Menschen der Städte als Erholungsort genutzt. Die wie ein Militärstützpunkt angelegte Festung wurde zu einem wichtigen Handelspunkt zwischen dem Russischen Reich und Kasachstan und bald auch China und Zentralasien. Dadurch kamen immer mehr Kalmücken und Dschungaren in die Stadt. Deshalb wurde 1728 der Zolldienst gegründet.
Im Jahr 1776 wurde die Festung der Leitung des Generalgouverneurs von Westsibirien unterstellt. Während dieser Zeit wurden in Semipalatinsk die ersten Brücken errichtet und erste Pläne der Militärfestung erstellt, die städtische Duma und das Gericht wurden eingerichtet. 1782 wurden der Festung die Stadtrechte verliehen. Am 1. Oktober 1854 wurde Semipalatinsk zum Zentrum des gleichnamigen Gebietes ernannt. 1863 wurden die ersten Schulen eröffnet und zehn Jahre später bekam die Stadt den ersten Telegraphen. An das Telefonnetz und die Wasserleitungen wurde die Stadt 1919 angeschlossen.
Im 19. Jahrhundert wurden zahlreiche Schriftsteller nach Semipalatinsk verbannt. Von 1854 bis 1859 wohnte der russische Schriftsteller Fjodor Michailowitsch Dostojewski in der Stadt und verfasste hier einige seiner Werke. Aus dieser Zeit stammt die Beschreibung der Stadt durch den damals 21-jährigen Bezirksstaatsanwalt Alexander Jegorowitsch Wrangel: „Zu meiner Zeit war Semipalatinsk ein Mittelding zwischen Stadt und Dorf. Alle Häuser waren aus Holz erbaut. Die Bevölkerung zählte fünf- bis sechstausend Köpfe, die Garnison und die asiatischen Kaufleute mit inbegriffen. Am linken Ufer des Flusses wohnten etwa dreitausend Kirgisen. Es gab eine orthodoxe Kirche, sieben Moscheen, einen Kaufhof, wo die Karawanen einkehrten, eine Kaserne, ein Spital und ein Verwaltungsgebäude. An Lehranstalten war nur eine Kreisschule da. Im einzigen Kaufladen der Stadt konnte man alles, von gewöhnlichen Nägeln bis zu Pariser Parfümerien, bekommen; einen Buchladen gab es nicht, denn es gab niemand, der Bücher gekauft hätte. Höchstens zehn bis fünfzehn Einwohner der Stadt waren auf Zeitungen abonniert; das war auch kein Wunder, denn um jene Zeit interessierten sich die Leute in Sibirien nur für Karten, Klatsch, Trinkgelage und Geschäfte.“ Auch Pjotr Petrowitsch Semjonow-Tjan-Schanski und Grigori Nikolajewitsch Potanin lebten hier. Zu dieser Zeit lernte der kasachische Dichter Abai Qunanbajuly in Semei. 1878 wurde eine Abteilung der Russischen Geographischen Gesellschaft gegründet, der sich bekannte Personen anschlossen.
Anfang des 20. Jahrhunderts siedelte sich die erste Industrie an.

### Sowjetische Zeit

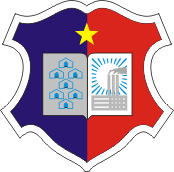
Wappen von Semipalatinsk während Sowjetzeiten

Nach der Oktoberrevolution wurde am 16. Februar 1918 eine neue sowjetische Führung in der Stadt bestimmt. Von 1920 bis 1928 war Semipalatinsk das Zentrum eines Gouvernements, in den Jahren 1928 bis 1932 Zentrum eines Bezirks, ehe es 1932 nach der Teilung Kasachstans in Gebiete zur Hauptstadt der neuen Oblast Ostkasachstan erhoben wurde. Schon ab 1939 wurde Semipalatinsk Verwaltungssitz der Oblast Semipalatinsk.
In den 1930er Jahren entwickelten sich die Wirtschaft und die Infrastruktur enorm. 1930 wurde der Ort an die Turkestan-Sibirische Eisenbahn angebunden. Im Rahmen eines Fünfjahresplanes der Sowjetunion wurden erste große Unternehmen angesiedelt.
Während des Zweiten Weltkrieges waren die 8. und die 238. Schützendivision hier stationiert, von denen die 238. Division mit dem Rotbannerorden ausgezeichnet wurde. Die 8. Division nahm an der Kursker Schlacht bei Woronesch teil. Nach dem Krieg wurden 53 Bürger aus Semipalatinsk gewürdigt. 13 Personen bekamen den Ruhmesorden verliehen.
Am 29. August 1949 wurde auf dem Atomwaffentestgelände Semipalatinsk nahe Kurtschatow der erste Atomwaffentest der Sowjetarmee durchgeführt. Von 1949 bis 1989 war es neben dem amerikanischen Testgelände Nevada National Security Site in Nevada das größte entsprechende Testgelände der Welt. Am 29. August 1991 erfolgte die Stilllegung. Infolge der Atomwaffentests kommt es (ähnlich wie in Nevada) noch heute zu unzähligen Fehlgeburten, Geburten mit körperlichen und geistigen Behinderungen und infolgedessen zu einer extrem hohen Selbstmordrate. 1997 wies die Hälfte aller in der Region geborenen Kinder Gesundheitsschäden auf, etliche davon sind körperlich, geistig oder mehrfach behindert. Aufgrund dieser historischen Begebenheit wurde am 8. September 2006 in der Stadt der Vertrag von Semei geschlossen, der Zentralasien zur atomwaffenfreien Zone erklärt.

### Nach der Unabhängigkeit Kasachstans
Unter dem Druck der Bürgerbewegung Nevada – Semipalatinsk, angeführt vom bekannten Dichter Olschas Omarowitsch, wurde das Atomwaffentestgelände geschlossen. Im Jahr 1997 wurden die Oblaste Semipalatinsk und Ostkasachstan zusammengelegt und Semipalatinsk verlor den Status des Verwaltungssitzes an Öskemen.
Am 19. Juni 2007 wurde über die Umbenennung von Semipalatinsk in Semei vom Stadtrat abgestimmt, da der bisherige Name Semipalatinsk immer noch mit dem Atomwaffentestgelände in Verbindung gebracht wird. Am 21. Juni desselben Jahres wurde die Namensänderung offiziell vom kasachischen Präsidenten Nursultan Nasarbajew genehmigt.
Mit der Gründung des Gebietes Abai am 8. Juni 2022 wurde Semei sein Verwaltungssitz.

## Bevölkerung

### Einwohnerentwicklung
Bei der ersten und einzigen Volkszählung im Russischen Reich 1897 wies die Stadt eine Bevölkerungszahl von 26.353 Personen auf. Damit war sie die zweitgrößte Stadt auf dem Territorium des heutigen Kasachstan. Die Einwohnerzahl stieg auch in den folgenden Jahren an und bereits gegen Ende der 1930er Jahre wurde sie zur Großstadt mit mehr als 100.000 Einwohnern. In den 1980er Jahren überschritt die Zahl der Einwohner die Marke von 300.000 Menschen und erreichte 1991 den Stand von knapp 345.000 Einwohnern. Nach dem Zusammenbruch der Sowjetunion begann eine Phase der Bevölkerungsabnahme, was vor allem der Abwanderung der russischen Bevölkerung und dem Verlust des Status als regionales Verwaltungszentrum geschuldet ist. Das gesamte Gebiet, das der Stadtverwaltung unterstellt ist und noch mehrere Siedlungen und Dörfer umfasst, weist eine Bevölkerung von 328.782 Menschen auf (Stand 2023).
| Jahr  | Einwohner |
| ----- | --------- |
| 1897¹ | 26.353    |
| 1939¹ | 109.681   |
| 1959¹ | 156.110   |
| 1970¹ | 235.735   |
| 1979¹ | 282.574   |
| 1989¹ | 334.402   |

| Jahr  | Einwohner |
| ----- | --------- |
| 1999¹ | 269.574   |
| 2004  | 268.998   |
| 2005  | 273.781   |
| 2006  | 277.261   |
| 2007  | 279.910   |
| 2008  | 282.110   |

| Jahr  | Einwohner |
| ----- | --------- |
| 2009¹ | 299.264   |
| 2010  | 301.471   |
| 2011  | 303.348   |
| 2012  | 305.795   |
| 2013  | 309.772   |
| 2014  | 312.056   |

| Jahr | Einwohner |
| ---- | --------- |
| 2015 | 313.726   |
| 2016 | 318.084   |
| 2017 | 321.159   |
| 2018 | 321.900   |
| 2019 | 323.138   |
| 2020 | 324.043   |

¹ Volkszählungsergebnis

## Kultur und Sehenswürdigkeiten

### Theater und Kino

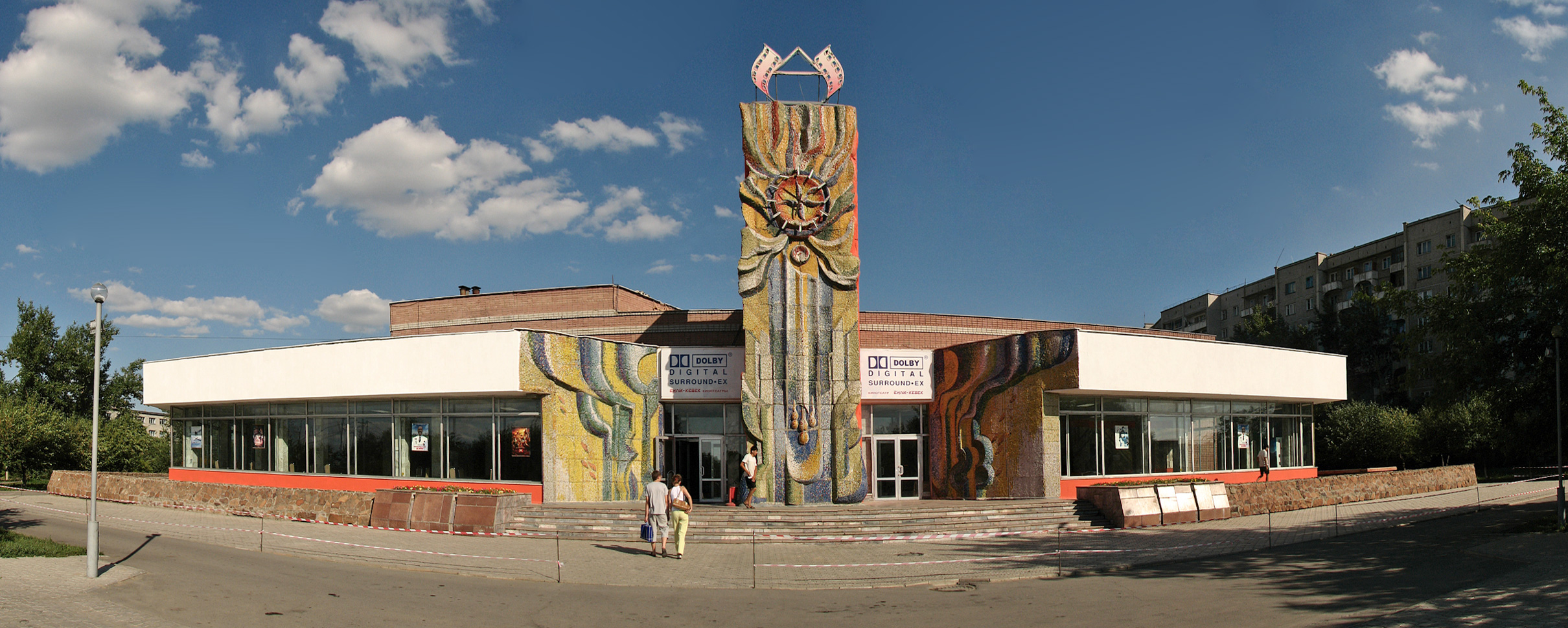
Das Jenlik-Kebek-Kino ist das größte Kino der Stadt

Die erste Theatergruppe in Semipalatinsk bildete sich im Jahr 1920 und bestand aus nur 15 Personen. Das Theaterstück Enlik-Kebek des kasachischen Schriftstellers Muchtar Äuesow wurde 1921 hier aufgeführt. Das musikalische Abaja-Schauspielhaus und das russische Dostojewski-Dramatheater sind die Theater der Stadt.
1980 gab es in Semipalatinsk noch sieben Kinos. Heute sind davon nur noch drei übrig geblieben.

### Museen
In der Stadt befindet sich zu Ehren des russischen Schriftstellers Dostojewski das Fjodor-Michailowitsch-Dostojewski-Literaturmuseum. Direkt neben dem Museum befindet sich ein Denkmal, das Dostojewski mit seinem Freund Schokan Walichanow, einem jungen kasachischen Gelehrten, zeigt. Im Stadtzentrum Semeis befindet sich als großzügig eingerichteter Kuppelbau das Abai-Qunanbajuly-Literaturmuseum, direkt neben der Koranschule, die Abai als Schüler besuchte, und der hölzernen Moschee. Die zwei weiteren großen Museen der Stadt sind das Heimatmuseum Semei und das Museum der darstellenden Künste. Es ist eines der größten Kunstmuseen im Land.

### Sakralbauten

Steinmoschee

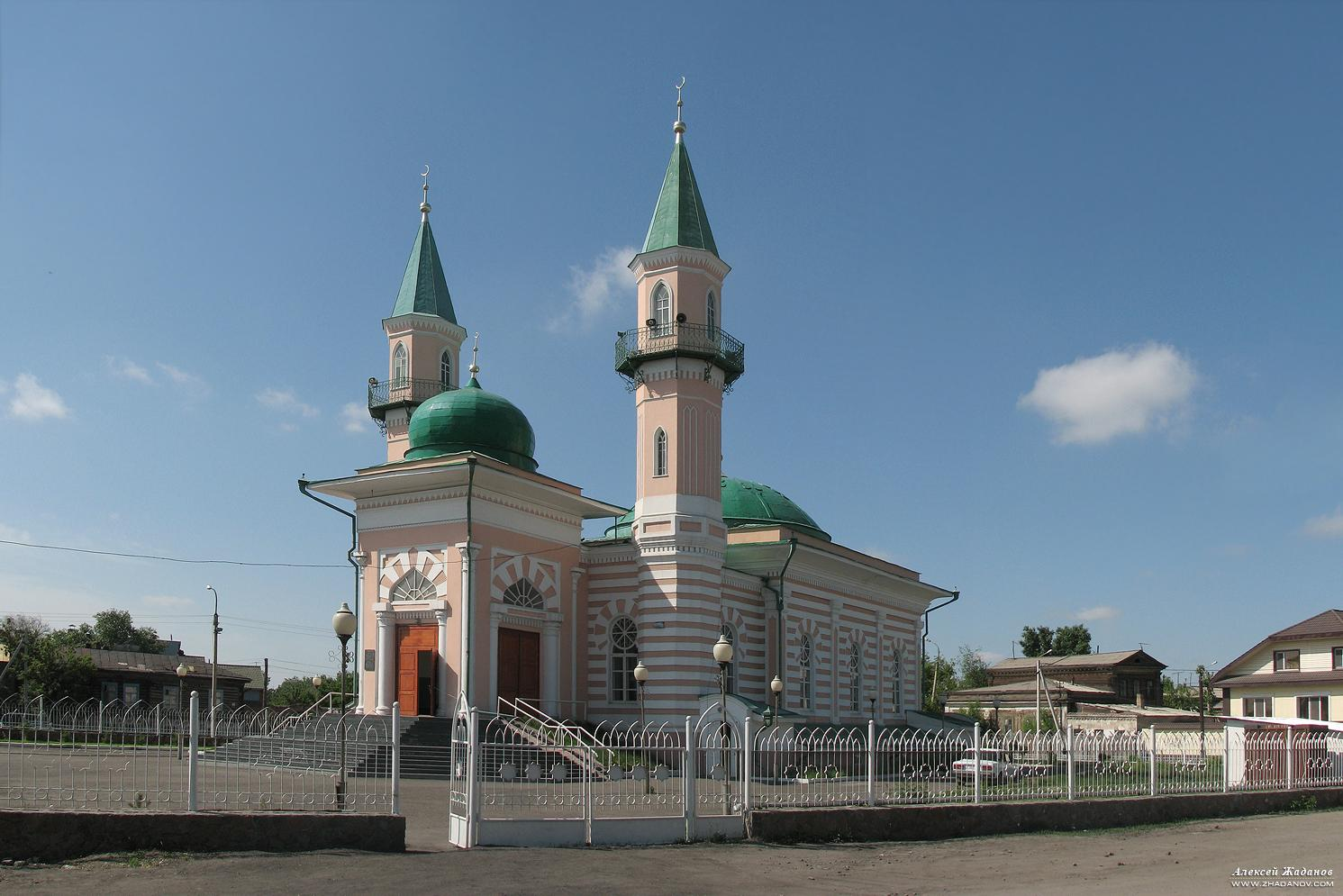
Kathedralmoschee

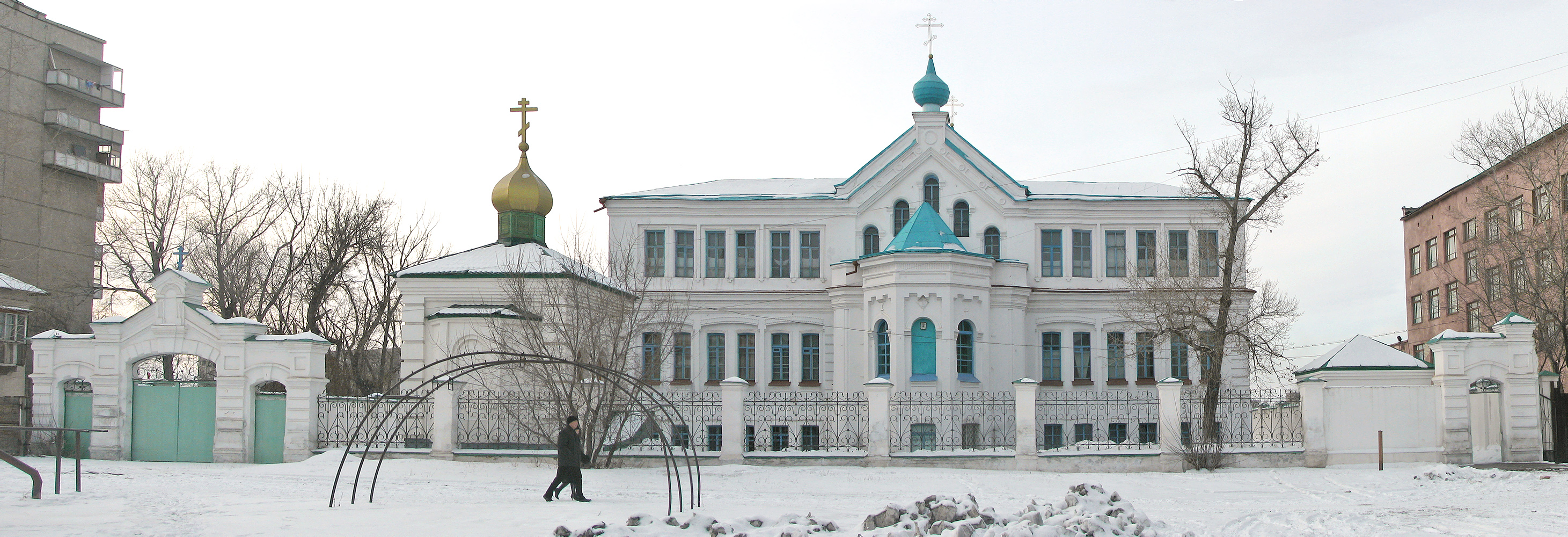
Nonnenkloster

Bis 1917 gab es in Semei 17 Moscheen, von denen heute noch vier erhalten sind. Seit der Unabhängigkeit Kasachstans wurden weitere vier Moscheen neu errichtet.
Die beiden großen Moscheen der Stadt am Irtysch gehen bis ins 19. Jahrhundert zurück. Die bedeutendste der zwei großen Moscheen von Semei ist die Kathedralmoschee, die von 1858 bis 1861 aufgebaut wurde. Sie besitzt zwei Minarette und befindet sich südlich des Stadtzentrums. Die aus der ersten Hälfte des 19. Jahrhunderts stammende grüne Steinmoschee ist die älteste Moschee der Stadt. Die beiden Bauwerke gehören zu den wichtigsten historischen und kulturellen Bauwerken des Landes. Im Mai 2008 wurde mit Unterstützung von Saudi-Arabien mit dem Bau einer neuen Moschee für 2.000 Gläubige begonnen.
Bei den meisten christlichen Gebäuden handelt es sich um russisch-orthodoxe Kirchen. Die aus dem 19. Jahrhundert stammende russisch-orthodoxe Auferstehungs-Kathedrale ist das größte christliche Gotteshaus der Stadt. Es befindet sich ganz in der Nähe des Irtyschufers und wurde bereits 1896 eingeweiht. Das Nonnenkloster von Semei mit der Peter-und-Paul-Kirche stammt ebenfalls aus dem 19. Jahrhundert.

### Sport
In der Stadt ist der Fußballverein Spartak Semei beheimatet, der bereits dreimal die kasachische Meisterschaft gewinnen konnte. Das Heimstadion des Vereins ist das Spartakstadion.

## Wirtschaft und Infrastruktur
In Semei haben sich vor allem der Maschinenbau und die Industrie angesiedelt. Hier befinden sich Unternehmen, die Zement, Stahlbeton oder andere Baustoffe produzieren. Auch Marmor und Granit werden, ebenso wie Schiefer, in Semei verarbeitet. In der Stadt wird außer diesen Baumaterialien auch Leder verarbeitet. Die Semspezsnab GmbH stellt Uniformen für das kasachische Militär und die Grenztruppen her. Die traditionellen Kleidungsstücke der kasachischen Bevölkerung werden hier genäht. Zudem gibt es Nahrungsmittelindustrie, die Milch, alkoholische Getränke (Wodka und Bier) und Fleisch für den kasachischen Markt produziert. Das größte kasachische Bäckereiunternehmen Wostok hat in Semei seinen Hauptsitz und Produktionsstandort.
Auf dem insgesamt 27.700 km² großen Gebiet, das unter Verwaltung der Stadt Semei steht, wurden im Jahr 2009 auf einer Fläche von 747,3 Hektar Getreide, auf 3013 Hektar Kartoffeln und auf 1294 Hektar Gemüse angebaut. Im Landwirtschaftssektor wurden 7277 Tonnen Fleisch, 14.285 Tonnen Milch, 50,8 Mio. Eier und 356 Tonnen Wolle erzeugt.

### Verkehr

Semei-Brücke über den Irtysch

Semei ist ein wichtiger Verkehrsknotenpunkt in Ostkasachstan. Durch die Stadt führt die Turkestan-Sibirische Eisenbahn von Nowosibirsk in Russland nach Arys im Süden Kasachstans. Die Großstadt verfügt über zwei Bahnhöfe mit Verbindungen nach Astana, Almaty und Pawlodar in Kasachstan sowie Barnaul und Nowosibirsk im Nachbarland Russland.
Über den Fluss Irtysch führen in Semei drei Brücken. Die Anfang des 20. Jahrhunderts erbaute Eisenbahnbrücke und zwei Brücken für Kraftfahrzeuge. Mitte 1990 wurde der Bau einer größeren Brücke notwendig. In den Jahren 1998 bis 2002 wurde so eine der längsten Hängebrücken der Welt, die Semei-Brücke geschaffen. Diese steht mit ihren 1086 Metern Gesamtlänge unter den längsten Hängebrücken der Welt auf Platz 33.
Die Stadt ist durch Busverbindungen mit anderen zentralen Städten Kasachstans und Russlands verbunden. Zwölfmal am Tag fahren Busse nach Öskemen, viermal nach Pawlodar, drei in die Hauptstadt Astana und einer nach Taldyqorghan. Auch nach Qaraghandy sowie in die russischen Städte Barnaul und Omsk bestehen Busverbindungen. Der Stadtverkehr wird durch Taxis und insgesamt bis zu 60 Buslinien aufrechterhalten.
Vom Flughafen Semei bestehen nationale Verbindungen nach Astana, Almaty, Ajagus und Öskemen. Das einzige internationale Flugziel ist die russische Hauptstadt Moskau.

### Medien
In Semei ist einer der ersten unabhängigen Fernsehsender Kasachstans ansässig. TVK-6 sendet sein Programm seit 1991. Der Sender Kasachstan und die Nachrichtenagentur Khabar haben regionale Büros in der Stadt. Im Kabelfernsehen sind außerdem Almaty TV und Semsat TV zu empfangen.
Der einzige lokale Radiosender ist Rundfunk 7. Die Sender Europa Plus Kasachstan und Radio NS unterhalten in Semei Büros.

### Bildung
In der Stadt gibt es 73 Schulen, davon 68 allgemeinbildende. In 23 dieser Schulen wird der Unterricht in kasachischer Sprache, in 13 Schulen in russischer Sprache durchgeführt und in 33 Schulen findet der Unterricht in beiden Sprachen statt.
Die Berufsausbildung kann in Semei an 29 Colleges absolviert werden. Verschiedene Ausbildungsrichtungen sind unter anderem Wirtschaft, Bauwesen, Medizin, Geodäsie und Kartografie oder Finanzwirtschaft und Ökonomie.
Zu den größten Hochschulen gehören die Staatliche Universität Semei, die Medizinische Universität Semei sowie das Staatliche Pädagogische Institut Semei. Unter den privaten Hochschulen sind die Kasachische Finanz-ökonomische Akademie und die Kasachische Geistes-juristische Innovative Universität zu nennen. Daneben gibt es diverse andere private Einrichtungen.
In Semei befindet sich die Abaja-Bibliothek. Im Jahr 1883 gegründet ist sie die älteste Bibliothek in Kasachstan. Ihr Bücherbestand beläuft sich auf 362.000 Exemplare, die jährlich von 21.000 Besuchern gelesen werden.

## Söhne und Töchter der Stadt
- Abai Qunanbajuly (1845–1904), kasachischer Nationaldichter
- Schamal Kanlybajewa (1923–1974), sowjetische Geologin, Markscheiderin und Hochschullehrerin
- Gusman Kossanow (1935–1990), sowjetisch-kasachischer Sprinter
- Tuleutaj Sulejmenow (* 1941), Politiker und Diplomat
- Serikbek Däukejew (* 1950), Geophysiker und Politiker
- Anatoli Nogowizyn (1952–2019), russischer Generaloberst
- Sergej Pirožkov (1958–1998), litauischer Politiker
- Andrei Surotdinow (* 1960), russischer Musiker, Film- und Theaterkomponist und Mitglied der russischen Rockband „Aquarium“
- Pawel Polischtschuk (* 1968), russischer Kommunalpolitiker
- Wladimir Klitschko (* 1976), ukrainischer Profiboxer und Sportwissenschaftler
- Samat Smaqow (* 1978), Fußballspieler
- Andrei Karpowitsch (* 1981), Fußballspieler
- Wladimir Kusnezow (* 1984), Gewichtheber
- Anna Ustinowa (* 1985), Leichtathletin
- Elvira Mass (* 1986), deutsche Biologin und Immunologin
- Witali Zykunow (* 1987), Hochspringer
- Armen Sakarjan (* 1989), russischer Boxer im Halbweltergewicht
- Georgi Schukow (* 1994), belgisch-kasachischer Fußballspieler
- Galina Wischnewskaja-Scheporenko (* 1994), Biathletin
- Adilja Wyldanowa (* 1994), Fußballspielerin
- Nadeschda Dubowizkaja (* 1998), Hochspringerin
- Kirill Bauer (* 2000), Biathlet